# Kolonkontrasteinlauf

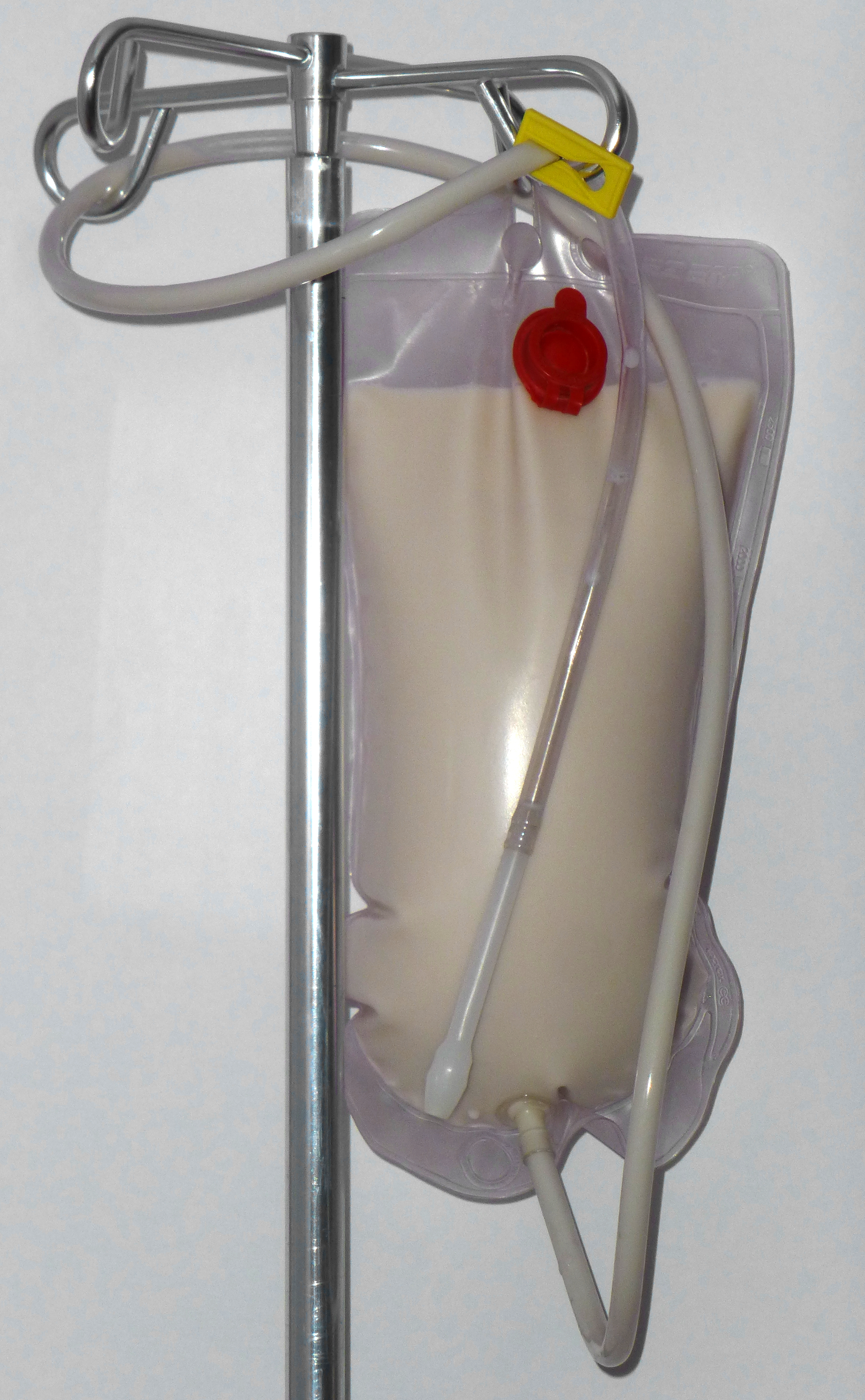
Der Klistierbeutel für den Kolonkontrasteinlauf

Der Kolonkontrasteinlauf dient dazu, den Dickdarm röntgenologisch zu untersuchen. Dabei wird eine Bariumsulfat-Suspension oder ein wasserlösliches Kontrastmittel in den Dickdarm eingebracht. Dieser wird so in der Röntgendurchleuchtung sichtbar. 
Die Untersuchung wird heutzutage nur noch selten durchgeführt, da eine Darmspiegelung sensitiver ist und zudem die Möglichkeit einer Gewebeentnahme krankhafter Veränderungen bietet. Bei Patienten, die z. B. infolge von Verengungen nicht vollständig gespiegelt werden können, stellt die Untersuchung eine Alternative dar.

## Ablauf
Der Patient sollte während einer Vorbereitungszeit von 2 bis 3 Tagen ballaststoffarme Diät halten. Am Untersuchungsvortag sollen nur noch Flüssigkeiten getrunken werden, allerdings keine Fruchtsäfte. Außerdem wird der Darm durch das Trinken von mehreren Litern einer abführenden Spüllösung oder mit einem Abführmittel gereinigt. Vor der Untersuchung wird oft ein Medikament zur Darmentspannung verabreicht (Butylscopolamin). Beruhigungsmittel sind normalerweise nicht erforderlich, da die Untersuchung schmerzfrei ist.
Bei der Untersuchung wird zunächst mithilfe eines etwa kleinfingerdicken Darmrohres Kontrastmittel in den Darm eingeleitet. Zur vollständigen Kontrastierung des Darmes wird der Patient mehrfach umgelagert. Dabei werden Röntgenaufnahmen unter Durchleuchtung angefertigt. Je nach Fragestellung wird zusätzlich Luft eingebracht um den Darm im Doppelkontrast darzustellen.